# Aston NB41
Chronologie des modèles (1952)
Aucun Aucun
L'Aston NB41 est une monoplace de Formule 2 construite en 1952, à l'initiative du pilote amateur britannique Bill Aston et engagée par son écurie WS Aston. Le châssis, copié sur celui de la Cooper T20, utilise un moteur Butterworth à quatre cylindres à plat refroidi par air. D'une cylindrée de deux litres, suivant la réglementation de la Formule 2 en vigueur, le moteur développe environ cent quarante chevaux.
Lors de la réalisation du projet, Robin Montgomerie-Charrington se montre intéressé et commande à son ami Bill Aston la construction d'une seconde voiture. Ces deux monoplaces participent à quelques épreuves de championnat du monde des pilotes en 1952.

## Historique

### Engagements hors-championnat du monde

#### En 1952
L'Aston NB41 fait sa première apparition à la Lavant Cup, épreuve hors-championnat du monde de Formule 1 disputée sur le circuit de Goodwood le 14 avril 1952, lors de laquelle Bill Aston franchit la ligne d'arrivée en huitième position. 
Le 10 mai 1952, Robin Montgomerie-Charrington rejoint Bill Aston pour prendre part au Daily Express International Trophy de Silverstone mais aucune NB41 ne se qualifie pour la course. 
Le 25 mai, Montgomerie-Charrington s'engage au Grand Prix de Paris disputé à Monthléry mais un problème d'embrayage le contraint à l'abandon au vingt-sixième tour de l'épreuve.
La semaine suivante, au Grand Prix des Frontières, sur le circuit belge de Chimay, Montgomerie-Charrington termine troisième (à deux tours du vainqueur Paul Frère) malgré une panne d'essence alors que Bill Aston, engageant une Aston NB42, abandonne au bout de sept tours sur problème mécanique. 
La semaine suivante, au Grand Prix de Monza, Aston abandonne au quatrième tour de l'épreuve après un problème mécanique de sa NB42 alors que son coéquipier abandonne au cinquante-deuxième des soixante-dix tours de la course.
Le 29 juin 1952, Montgomerie-Charrington prend part au Grand Prix de la Marne, épreuve hors-championnat disputée sur le Circuit de Reims-Gueux lors de laquelle le Britannique abandonne au quinzième des soixante-et-onze tours de la course en raison d'un problème de transmission.
La NB41 fait sa dernière apparition en 1952 lors de la Madgwick Cup, disputée le 27 septembre à Goodwood, lors de laquelle Aston abandonne au cinquième tour de l'épreuve en raison d'une défaillance de son moteur Butterworth.

#### En 1953
Le 6 avril 1953, Bill Aston, engagé à nouveau avec sa NB41 à la Lavant Cup, ne prend finalement pas part au départ de l'épreuve. 
Le 9 mai, il participe au Daily Express International Trophy, mais échoue à se qualifier pour la course. 
La semaine suivante, engagé à l'Ulster Trophy, sur le circuit de Dundrod en Irlande du Nord, il déclare forfait, sa voiture étant indisponible ; il en va de même au Grand Prix des Frontières, huit jours plus tard,.
Le lendemain du Grand Prix des Frontières, le 25 mai, Bill Aston prend part au Coronation Trophy, disputé sur le circuit de Crystal Palace, et termine huitième. Le 11 juillet, la NB41 revient à Crystal Palace pour son ultime course, le Crystal Palace Trophy, où Aston franchit la ligne d'arrivée en septième position,.

### En championnat du monde
Le 22 juin, Montgomerie-Charrington engage sa NB41 au Grand Prix de Belgique, troisième manche du championnat du monde de Formule 1, disputée sur le circuit de Spa-Francorchamps. En qualifications, le Britannique réalise le quinzième des vingt-deux temps qualificatifs en 5 min 19 s 3, à 42,3 secondes du temps de la pole position établi par le pilote Ferrari Alberto Ascari. En course, le Britannique prend un bon départ et se retrouve dixième à la fin du premier tour, avant d'être dépassé par le pilote HWM Lance Macklin à la boucle suivante. Montgomerie-Charrington garde sa onzième place jusqu'au huitième tour où il prend le meilleur sur Macklin. Trois boucles plus loin, il gagne une place, puis est septième au quatorzième tour, avant de tomber à la treizième place deux tours plus tard, et abandonne au dixième tour sur problème électrique,,.
Le 19 juillet, Bill Aston prend part à la cinquième manche du championnat du monde, le Grand Prix de Grande-Bretagne, disputé à Silverstone. En qualifications, le Britannique réalise le trentième temps en 3 min 28 s, à 1 min 20 s de Lance Macklin et à 1 min 38 s de la Ferrari de Giuseppe Farina, qui tourne quasiment deux fois plus vite que la NB41. Aston décide de se retirer de l'épreuve,. Le 3 août, Aston est engagé au Grand Prix d'Allemagne, disputé sur le Nürburgring Nordschleife, où il obtient le vingt-et-unième temps qualificatif. En course, Aston remonte le classement et se retrouve dixième à la fin du premier tour, puis est dépassé par le pilote AFM Helmut Niedermayr à la boucle suivante, où il abandonne en raison d'un problème de pression d'huile,,.
L'Aston NB41 est engagée une dernière fois en championnat par Bill Aston à l'occasion du Grand Prix d'Italie, huitième et dernière manche de la saison, disputée le 7 septembre à Monza. Le Britannique réalise le trente-et-unième temps des qualifications en 2 min 20 s 7, à 15 secondes d'Alberto Ascari, auteur de la pole position, et à 3,6 secondes du pilote Maserati Gino Bianco, vingt-quatrième et dernier qualifié pour la course.

## Résultats en championnat du monde de Formule 1
| Saison | Écurie   | Moteur               | Pneumatiques | Pilotes                       | Courses | Courses | Courses | Courses | Courses | Courses | Courses | Courses | Points inscrits | Classement |
| Saison | Écurie   | Moteur               | Pneumatiques | Pilotes                       | 1       | 2       | 3       | 4       | 5       | 6       | 7       | 8       | Points inscrits | Classement |
| ------ | -------- | -------------------- | ------------ | ----------------------------- | ------- | ------- | ------- | ------- | ------- | ------- | ------- | ------- | --------------- | ---------- |
| 1952   | WS Aston | Butterworth 4 à plat | Dunlop       |                               | SUI     | 500     | BEL     | FRA     | GBR     | ALL     | P-B     | ITA     | 0               | -          |
| 1952   | WS Aston | Butterworth 4 à plat | Dunlop       | Bill Aston                    |         |         |         |         | Np      | Abd     |         | Nq      | 0               | -          |
| 1952   | WS Aston | Butterworth 4 à plat | Dunlop       | Robin Montgomerie-Charrington |         |         | Abd     |         |         |         |         |         | 0               | -          |